# كينيث فريد
كينيث فريد (بالإنجليزية: Kenneth Faried)‏ مواليد 19 نوفمبر 1989، هو لاعب كرة سلة أمريكي يلعب مع فريق دنفر ناغتس في الرابطة الوطنية لكرة السلة ويحمل الرقم 35. يبلغ طوله 6 قدم 8 بوصة (2.0 م).

## فرق لعب لها
- دنفر ناغتس

## الميداليات
| الميدالية | المسابقة                         |
| --------- | -------------------------------- |
| ذهبية     | بطولة كأس العالم لكرة السلة 2014 |

## روابط خارجية
- كينيث فريد على موقع الاتحاد الدولي لكرة السلة (الإنجليزية)
- كينيث فريد على موقع الدوري الأوروبي لكرة السلة (الإنجليزية)
- كينيث فريد على موقع إن بي أي (الإنجليزية)
- كينيث فريد على موقع سبورتس رفرنس (الإنجليزية)
- كينيث فريد على موقع كرة السلة الأوروبية.كوم (الإنجليزية)
- كينيث فريد على موقع إي إس بي إن.كوم (الإنجليزية)
- كينيث فريد على موقع كلية كرة السلة في سبورتس رفرنس.كوم (الإنجليزية)
- كينيث فريد على موقع ريلجم (الإنجليزية)
- كينيث فريد على موقع بروبوليرز (الإنجليزية)
- كينيث فريد على موقع سبورتس رفرنس (الإنجليزية)